# Byron Kaverman
Byron Kaverman (* 1987 in Fort Jennings, Putnam County, Ohio) ist ein professioneller US-amerikanischer Pokerspieler.
Kaverman hat sich mit Poker bei Live-Turnieren mehr als 18,5 Millionen US-Dollar erspielt. Er gewann 2015 ein Bracelet bei der World Series of Poker sowie das High Roller der European Poker Tour und wurde vom Global Poker Index als Spieler des Jahres ausgezeichnet. Im selben Jahr stand der Amerikaner für 15 Wochen an der Spitze der Pokerweltrangliste.

## Persönliches
Kaverman wuchs in Ohio auf und studierte dort Psychologie an der Tiffin University in Tiffin. Er lebt in San Diego.

## Pokerkarriere

### Werdegang
Kaverman spielt seit 2004 Poker. Seine erste Geldplatzierung bei einem Live-Turnier erzielte er im Juni 2008 bei der World Series of Poker (WSOP) im Rio All-Suite Hotel and Casino am Las Vegas Strip. Dort belegte der Amerikaner bei einem Event in der Variante No Limit Hold’em den mit rund 7000 US-Dollar dotierten 37. Platz. Seinen ersten größeren Gewinn sicherte er sich im Januar 2011 beim PokerStars Caribbean Adventure (PCA) auf den Bahamas, als er ein Turnier mit einem Hauptpreis von mehr als 320.000 US-Dollar gewann. Bei der WSOP 2013 erreichte er im Main Event den sechsten Turniertag und erhielt für den 34. Platz knapp 230.000 US-Dollar. Mitte April 2014 belegte der Amerikaner beim Main Event der World Poker Tour in Atlantic City den zweiten Platz und sicherte sich knapp 730.000 US-Dollar. Eine Woche später wurde er beim High-Roller-Event der European Poker Tour (EPT) in Monte-Carlo Fünfter und erhielt mehr als 330.000 Euro. Bei der WSOP 2015 gewann Kaverman ein Bracelet in Six-Handed No Limit Hold’em und erspielte sich während der Turnierserie aufgrund drei weiterer Geldplatzierungen insgesamt mehr als eine Million US-Dollar. Ende Oktober 2015 gewann er auf Malta das EPT High Roller mit einer Siegprämie von rund 430.000 Euro. Damit untermauerte der Amerikaner seine Führung der Pokerweltrangliste, die er am 30. September 2015 erstmals übernommen hatte und die er bis zum 12. Januar 2016 für 15 Wochen in Serie hielt. Ende Februar 2016 wurde er bei den vom Global Poker Index veranstalteten American Poker Awards in Beverly Hills als Spieler des Jahres 2015 ausgezeichnet. Von April bis November 2016 spielte Kaverman als Teil der Sao Paulo Mets in der Global Poker League und kam mit seinem Team bis in die Playoffs. Bei der ersten PokerStars Championship erreichte er im Januar 2017 auf den Bahamas bei drei High-Roller-Events den Finaltisch und kam auch beim Main Event ins Geld. Dafür erhielt er Preisgelder von über einer Million US-Dollar. Beim Super High Roller Bowl im Aria Resort & Casino am Las Vegas Strip erreichte Kaverman Ende Mai 2017 den Finaltisch und beendete das Turnier auf dem fünften Platz, was ihm 1,4 Millionen US-Dollar einbrachte. Im Januar 2018 wurde er beim High Roller des PCA auf den Bahamas Zweiter und sicherte sich rund 530.000 US-Dollar. Bei der WSOP 2018 wurde er beim teuersten Event auf dem Turnierplan, dem Big One for One Drop mit einem Buy-in von einer Million US-Dollar, Fünfter und erhielt sein bisher höchstes Preisgeld von 2 Millionen US-Dollar. Ende April 2021 belegte der Amerikaner beim High Roller des Seminole Hard Rock Poker Showdown in Hollywood, Florida, den mit rund 670.000 US-Dollar dotierten zweiten Platz. Beim PCA wurde er Anfang Februar 2023 beim PSPC Super High Roller Vierter und sicherte sich mehr als eine Million US-Dollar.

### Preisgeldübersicht
| Jahr      | Preisgeld (in $) | Turniersiege |
| --------- | ---------------- | ------------ |
| 2008      | 17.701           | 0            |
| 2009–2010 | 0                | 0            |
| 2011      | 823.305          | 1            |
| 2012      | 455.792          | 1            |
| 2013      | 532.690          | 0            |
| 2014      | 1.446.903        | 0            |
| 2015      | 3.481.461        | 4            |
| 2016      | 1.365.786        | 2            |
| 2017      | 3.416.772        | 0            |
| 2018      | 3.236.578        | 0            |
| 2019      | 356.219          | 1            |
| 2020      | 300.479          | 1            |
| 2021      | 825.437          | 0            |
| 2022      | 1.382.253        | 1            |
| 2023      | 1.182.716        | 0            |
| gesamt    | 18.824.092       | 11           |